# Rougemontiers
Rougemontiers település Franciaországban, Eure megyében. Lakosainak száma 1033 fő (2022. január 1.). Rougemontiers Bouquetot, Brestot, Éturqueraye, Hauville, Illeville-sur-Montfort, Routot és Flancourt-Crescy-en-Roumois községekkel határos.

## Népesség
A település népessége az elmúlt években az alábbi módon változott:
| Lakosok száma | 484  | 785  | 762  | 848  | 979  | 1024 | 1058 | 1045 | 1038 | 1033 |
|               | 1968 | 1982 | 1990 | 2006 | 2013 | 2015 | 2017 | 2019 | 2020 | 2022 |